# Markt (Leipzig)
Der Markt ist ein etwa einen Hektar großer Platz im Zentrum von Leipzig. Er gilt als Mittelpunkt der Stadt. An ihm steht das Alte Rathaus, wodurch ihm geschichtlich besondere Bedeutung zukam. Der Markt hieß von 1950 bis 1954 Platz des Friedens. Seine Pflasterung steht unter Denkmalschutz.

## Gestalt
Der Markt ist ein nahezu rechteckiger, mit seiner größeren Ausstreckung ziemlich genau von Nord nach Süd verlaufender Platz von etwa 140 Meter Länge. Seine mittlere Breite beträgt etwa 70 Meter, wobei er im Norden etwa 12 Meter breiter ist als im Süden. Auf ihn münden sieben Innenstadtstraßen.

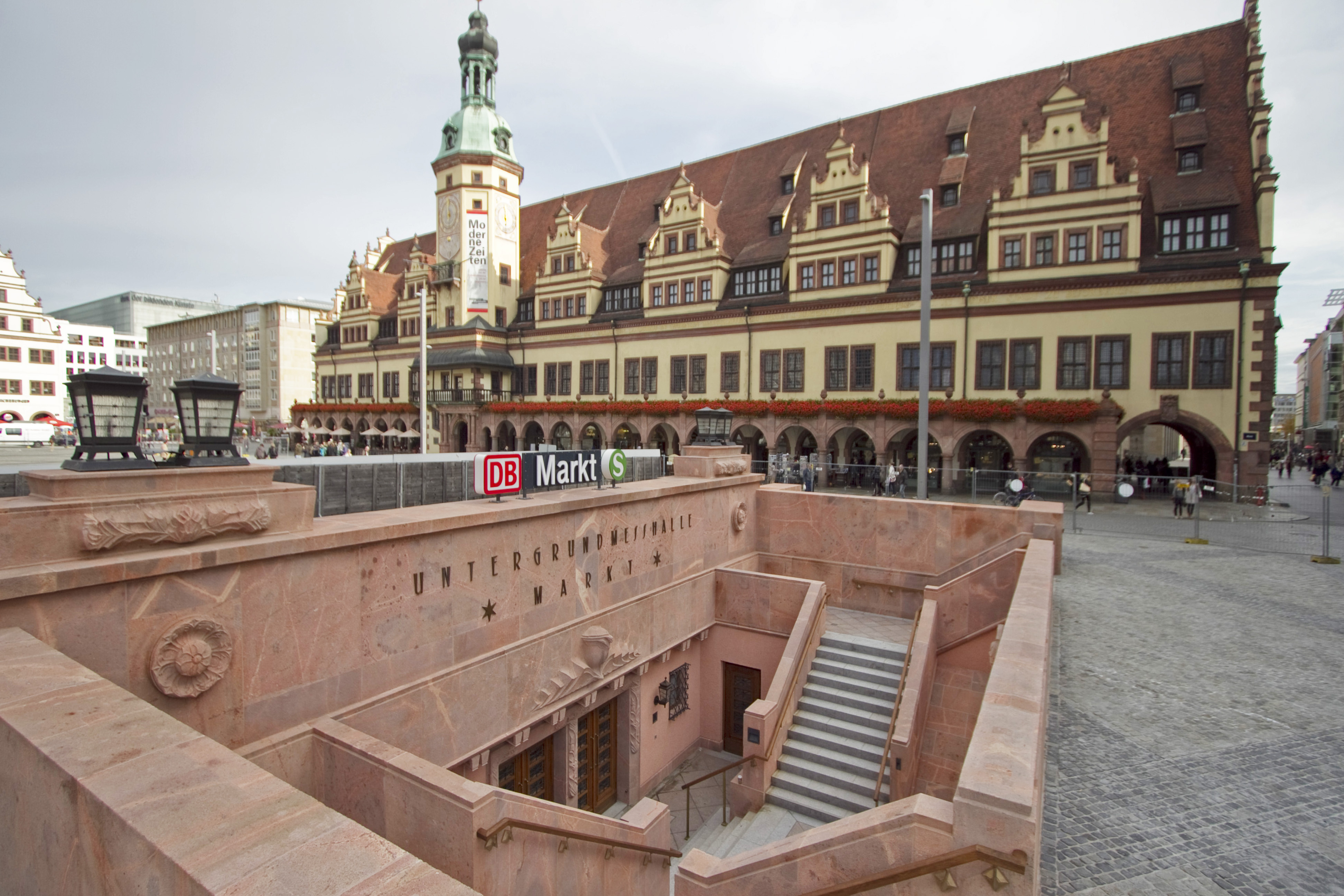
Südlicher S-Bahn-Zugang mit dem Alten Rathaus im Hintergrund (2013)

Der Platz besitzt eine Granitpflasterung, in die mit dunkleren Steinen ein Rautenmuster eingefügt ist. Die Kantenlänge der Rauten beträgt im Mittel etwa zehn Meter, wobei sich die Größe der Rauten der unterschiedlichen Platzbreite anpasst. In die zentrale Raute in Höhe des Rathausturmes ist mit farbigen Steinen das Leipziger Stadtwappen eingelegt. An den Seiten des Platzes verlaufen gepflasterte Fahrstraßen mit dem Namen Markt. Der Platz ist als Fußgängerzone ausgewiesen.
Die einzigen Aufbauten auf dem Platz sind die Zugänge zu dem unter dem Platz befindlichen S-Bahn-Haltepunkt Leipzig Markt. Der südliche Zugang führt vor dem Rolltreppenteil vom Platzniveau aus zunächst über die restaurierte, mit Rochlitzer Porphyr verkleidete Treppenanlage des ehemaligen Untergrundmessehauses. Diese trägt an der dem Platz zugewandten Seite ein Bronzerelief von Frank Ruddigkeit (1939–2025) zur Geschichte des Platzes. An der Nordseite des Marktes reichen die Rolltreppen bis auf Platzniveau, und ein Personenaufzug ist vorhanden.

## Geschichte
Der erste Marktplatz der 1015 in der Chronik des Thietmar von Merseburg erstmals erwähnten Siedlung urbs Libzi lag weiter nördlich an der Kreuzungsstelle von Via Regia und Via Imperii im Gebiet des heutigen Richard-Wagner-Platzes. Im Folgenden entwickelte sich der Ort in Richtung Südosten, sodass auch sein Zentrum weiter nach Südosten zu liegen kam. 1165 erteilte der Markgraf Otto der Reiche von Meißen durch den sogenannten Stadtbrief dem jungen Leipzig das Stadtrecht und das Marktprivileg. In einer Skizze des Leipziger Straßensystems von Herbert Küas (1900–1983) für diese Zeit ist bereits ein größerer Platz an der Stelle des heutigen Marktes eingezeichnet. 200 Jahre später entstand hier das Rathaus der Stadt.

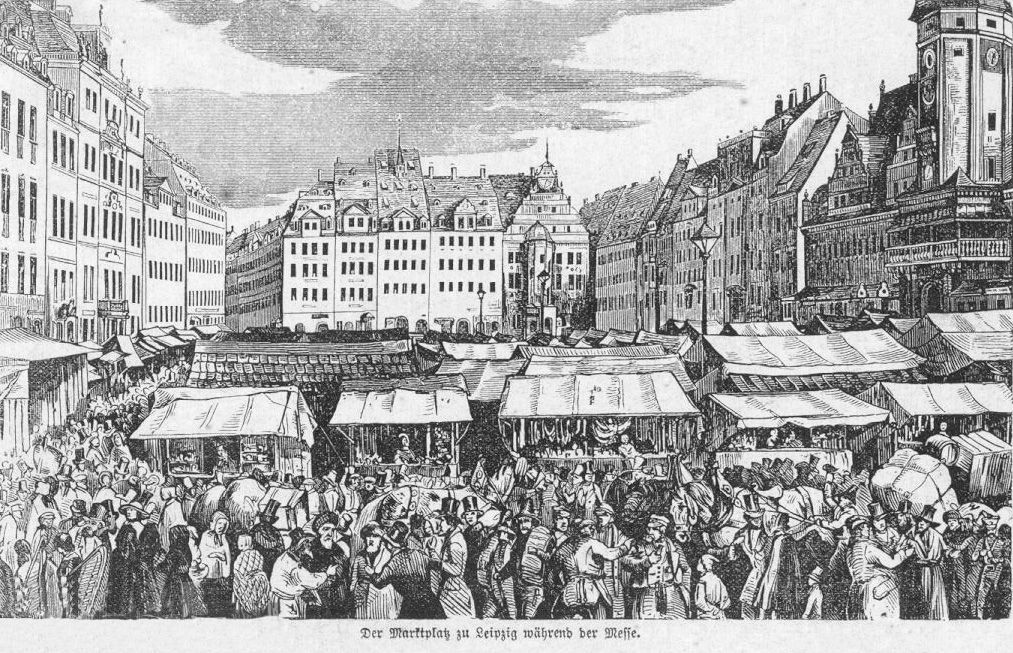
Messetreiben um 1840
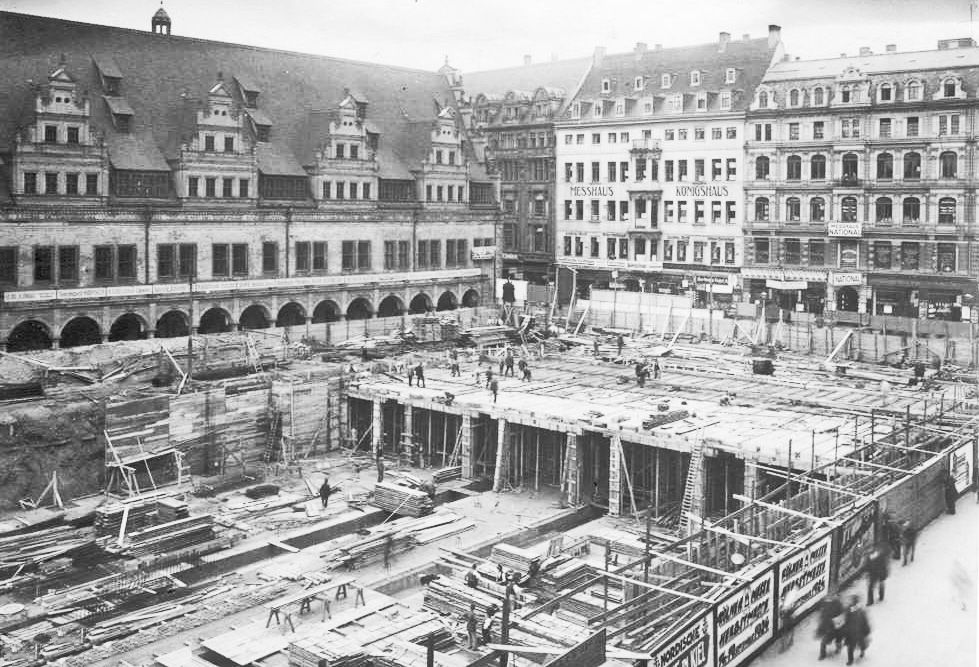
Untergrundmessehaus im Bau

Hauptaufgabe des Marktes war die Versorgung der Stadtbevölkerung durch die Bauern der Umgebung über die Wochenmärkte, die auch heute noch stattfinden. Aber auch der Fernhandel spielte auf dem Platz eine wesentliche Rolle, insbesondere zu den Zeiten der Leipziger Messen. Das galt bis zur Einführung der Mustermesse im Jahr 1895, für die spezielle Ausstellungshäuser und später das Technische Messegelände geschaffen wurden. Als zu Beginn der 1920er Jahre der Ausstellungsplatz nicht mehr ausreichte, wurde 1924/1925 unter dem Markt das Untergrundmessehaus mit 1800 m² Ausstellungsfläche errichtet, das bis 2004 genutzt wurde. Eine spezielle Marktveranstaltung ist der seit 1458 bis heute auf dem Platz und in den Nebenstraßen stattfindende Leipziger Weihnachtsmarkt, einer der ältesten und größten Deutschlands.
Der Marktplatz war aber auch bis ins 19. Jahrhundert Richtstätte für die Vollstreckung von Todesurteilen. So wurden unter anderen hingerichtet 1525 der Schmied Michael Rumpfer wegen seiner Anführerschaft im Bauernkrieg, 1527 der Buchdrucker Hans Hergot wegen der Verbreitung einer sozialutopischen Schrift, 1537 der Rittergutsbesitzer Moritz Pflugk wegen Ehebruchs und Mordes und als Letzter 1824 der Perückenmacher Johann Christian Woyzeck, der aus Eifersucht seine Geliebte erstochen hatte.

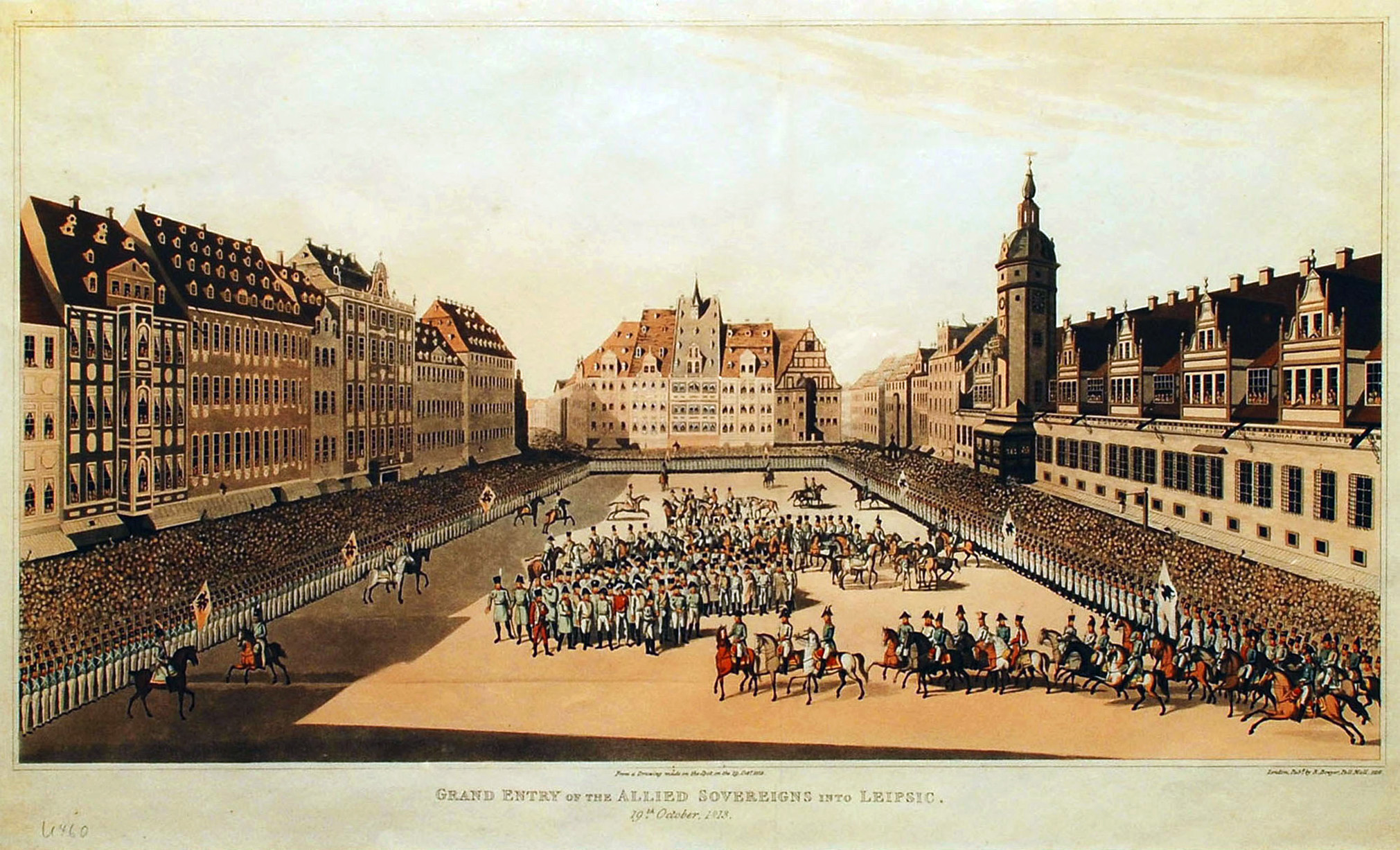
Siegesparade der Alliierten nach der Völkerschlacht (1813)
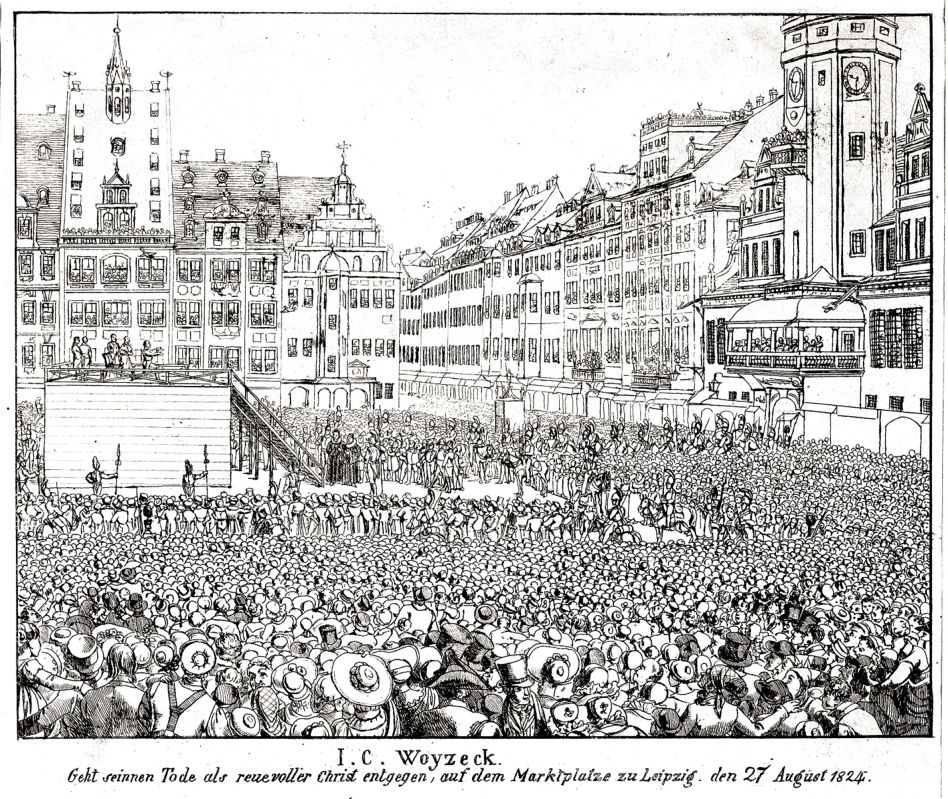
Hinrichtung Johann Woyzecks (1824)
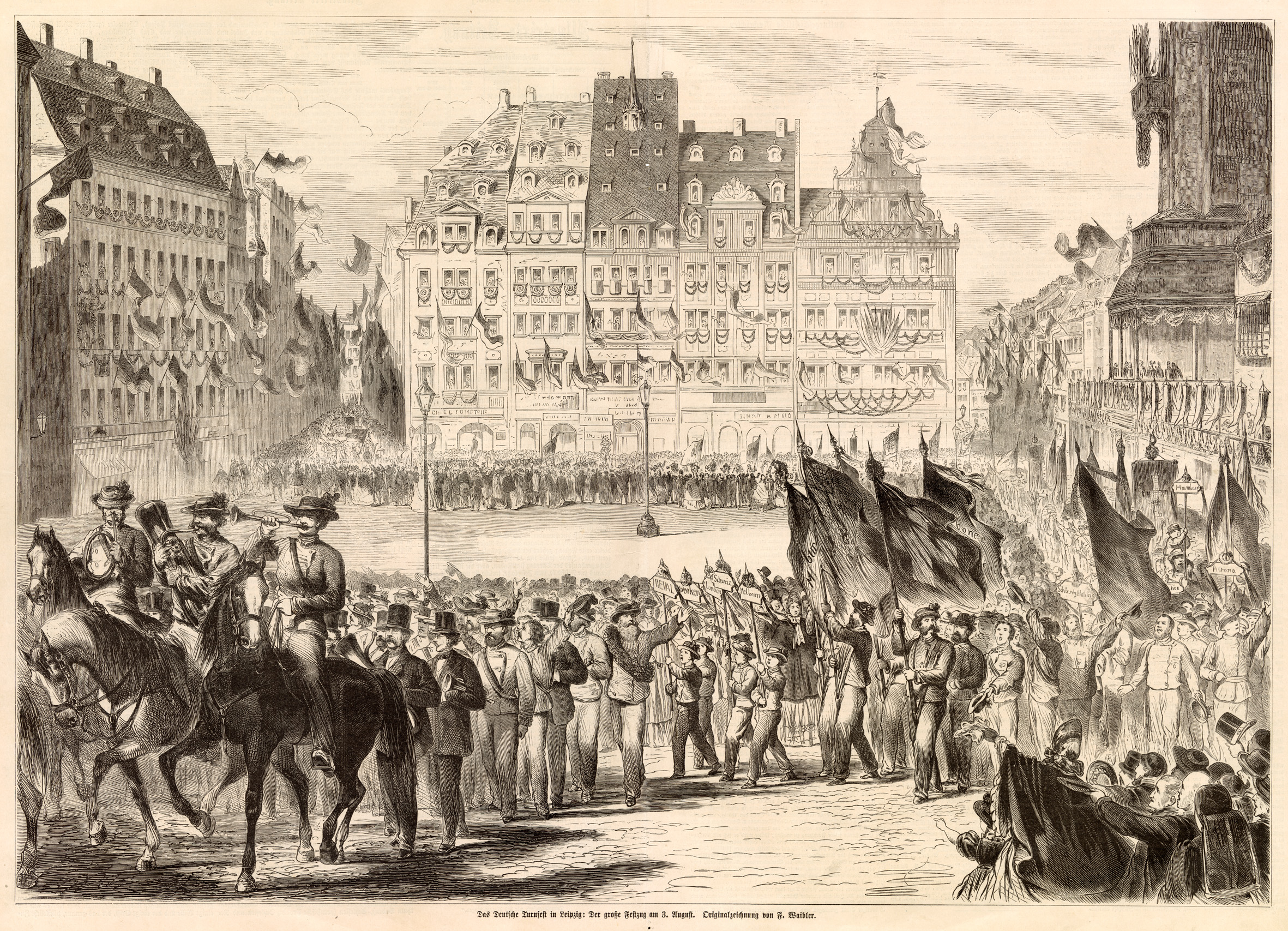
Festzug zum Allgemeinen Deutschen Turnfest 1863

Der Platz war auch Ort von Veranstaltungen und Demonstrationen. Zwischen 1488 und 1497 wurden zwölf Ritterturniere ausgetragen, und 1585 traten erstmals englische Komödianten auf. Die Siegesfeier der Verbündeten nach der Völkerschlacht 1813 fand am 19. Oktober auf dem Markt statt. Am 3. März 1848 sprach der spätere Abgeordnete der Frankfurter Nationalversammlung Robert Blum (1807–1848) vom Balkon des Rathauses zu 5000 Leipzigern. Der Festumzug zum Allgemeinen Deutsches Turnfest 1863 mit 22.000 Teilnehmern führte auch über den Markt. 
Am 17. Juni 1953 war der Markt einer der Orte des Aufstandes in Leipzig, aber auch seiner Niederschlagung in Präsenz sowjetischer Panzer.
Von 1995 bis 2017 und wieder ab 2024 finden jährlich die von Peter Degner (1954–2020) organisierten mehrtägigen Classic Open statt, eine Kombination aus Gastronomie und klassischer Musik, teils live, teils als Konserve, von 2018 bis 2023 ersetzt durch die  Leipziger Markt Musik.
Bei der Demonstration gegen Rechtsextremismus am 21. Januar 2024, zu der 5000 Teilnehmer angemeldet waren, erwies sich der Marktplatz für die 60.000 Teilnehmer als viel zu klein.
1896 erhielt der Markt Anschluss an das Straßenbahnnetz. An der Südseite führte eine zweigleisige Trasse von der Thomaskirche zum Augustusplatz. Auf dieser Strecke fuhren bis 1951 die Linien 6 und 7. Eine zweite Verbindung führte aus der Katharinenstraße kommend eingleisig direkt am Rathaus entlang, zuletzt mit den Linien 1 und 21. Sie wurde bereits 1936 zur Betriebsstrecke herabgestuft und 1951 stillgelegt. Seit 1999 hat die Buslinie 89 eine Haltestelle an der Südseite des Marktes. Über den S-Bahn-Haltepunkt unter dem Markt ist seit 2013 die Leipziger Innenstadt auch von zahlreichen Orten des Umlandes direkt zu erreichen.

## Bebauung

### Randbebauung
Das bedeutendste Gebäude der Randbebauung des Marktes ist an seiner Ostseite das Alte Rathaus, dessen Anfänge auf das 15. Jahrhundert datieren. Mitte des 16. Jahrhunderts erhielt es weitestgehend seine heutige äußere Gestalt im Stil der Sächsischen Renaissance. In der entgegengesetzt dem Uhrzeigersinn verlaufenden Hausnummerierung des Marktes trägt es die Nummer 1.

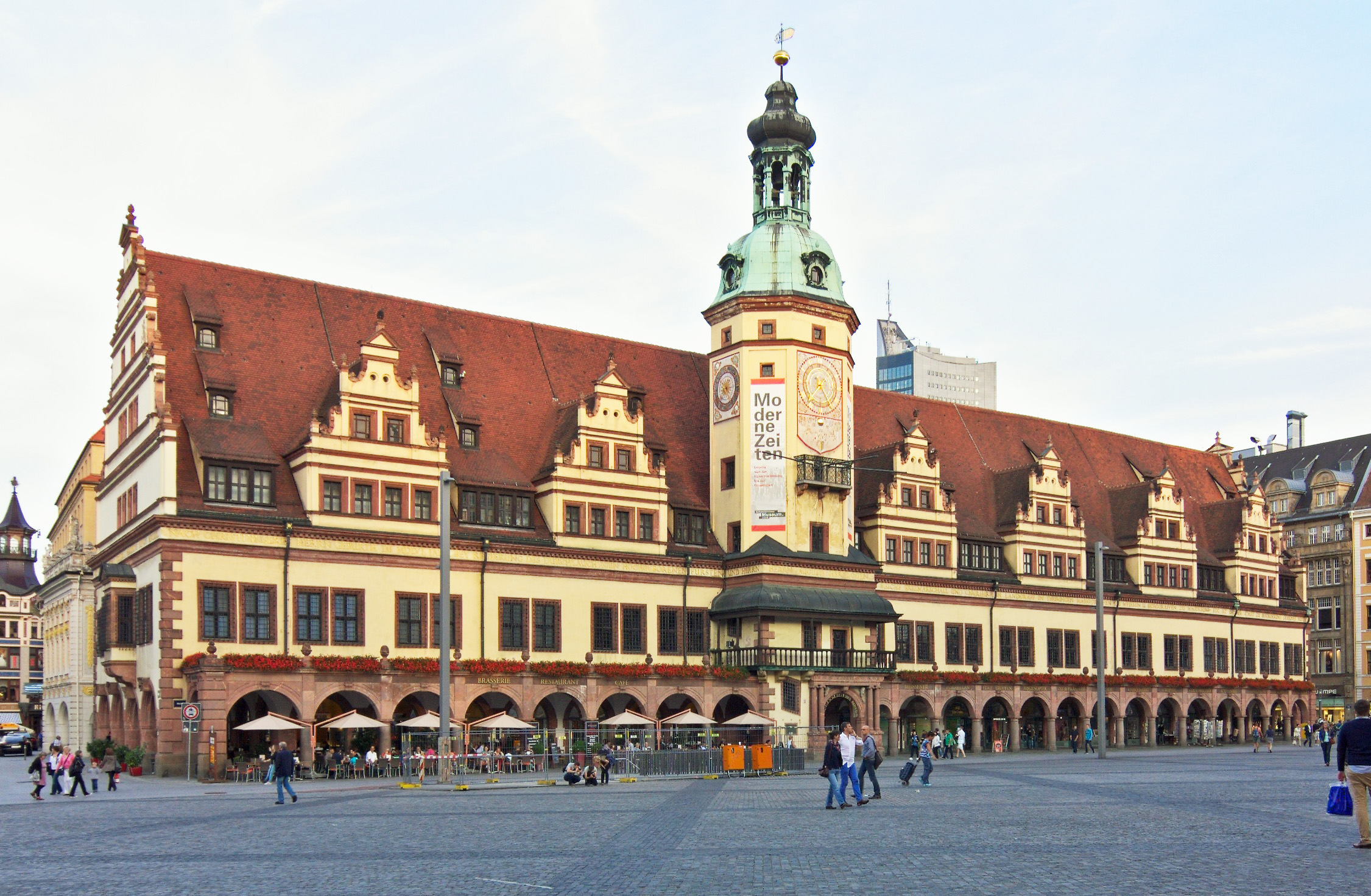
Altes Rathaus (2013)
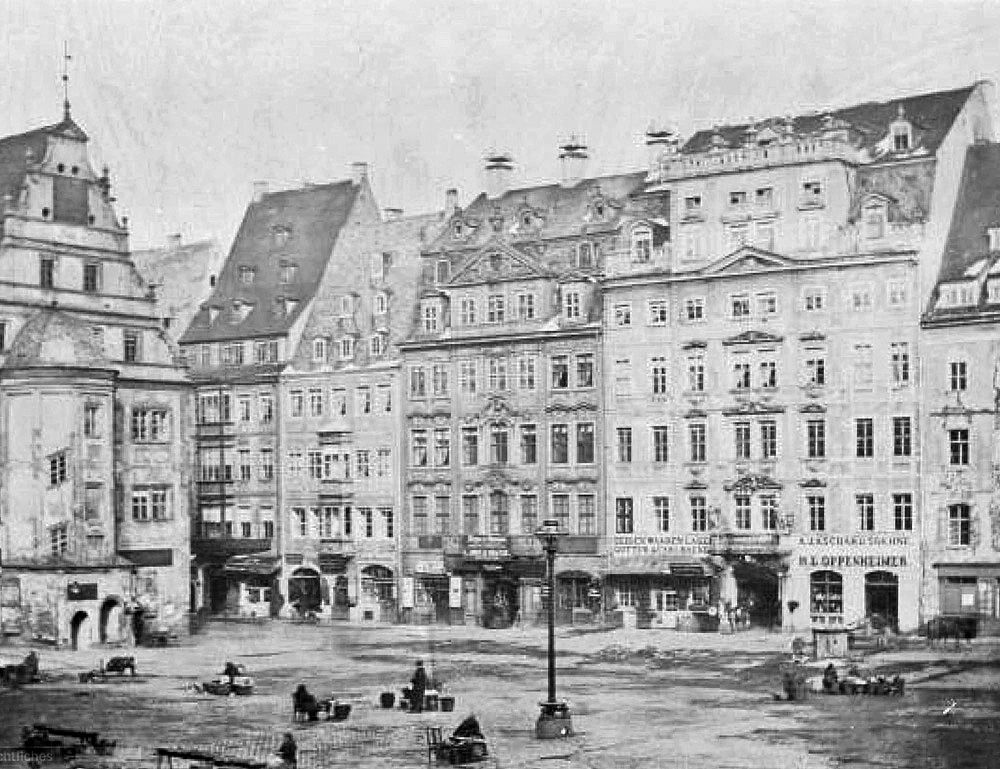
Kochs Hof und Jöchers Haus (um 1860)
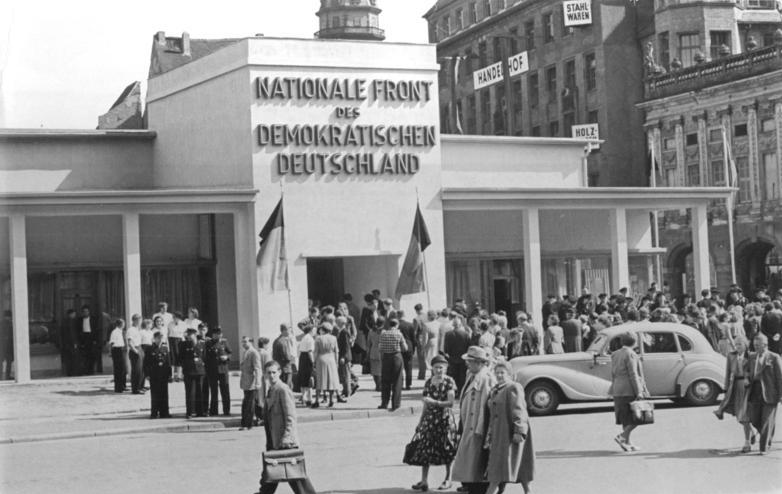
Pavillon der Nationalen Front (1953)
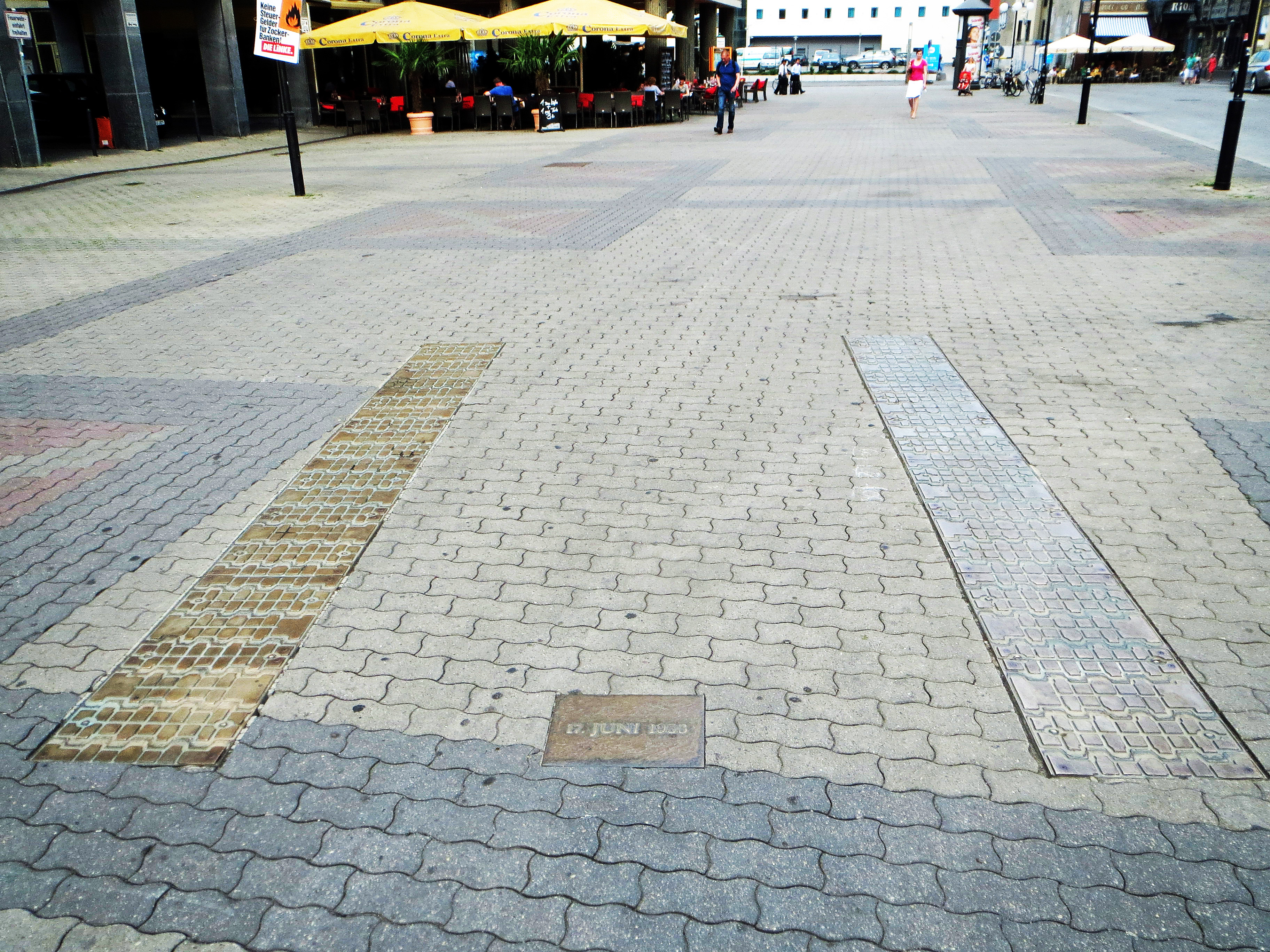
Panzerspur als Erinnerung an den 17. Juni 1953 (2014)

Nördlich von ihm standen bis zu ihrer Zerstörung im Zweiten Weltkrieg die Barockbauten Jöchers Haus von 1707 (Nr. 2) und Kochs Hof von 1739 (Nr. 3). Sie wurden nicht wieder aufgebaut. An der Stelle von Jöchers Haus stand in den 1950er Jahren etwa zurückgesetzt ein Pavillon der Nationalen Front, der am 17. Juni 1953 in Flammen aufging, zur Herbstmesse des gleichen Jahres aber wieder aufgebaut war. Er verschwand, als Anfang der 1960er Jahre, den ehemaligen Bereich von Kochs Hof einschließend, ein Wohnkarree mit der Milchbar Pinguin entstand. Den Platz von Jöchers Haus nimmt nun das verbreiterte Salzgäßchen ein, wo eine nachgebildete Spur eines sowjetischen Panzers an den Aufstand erinnert.

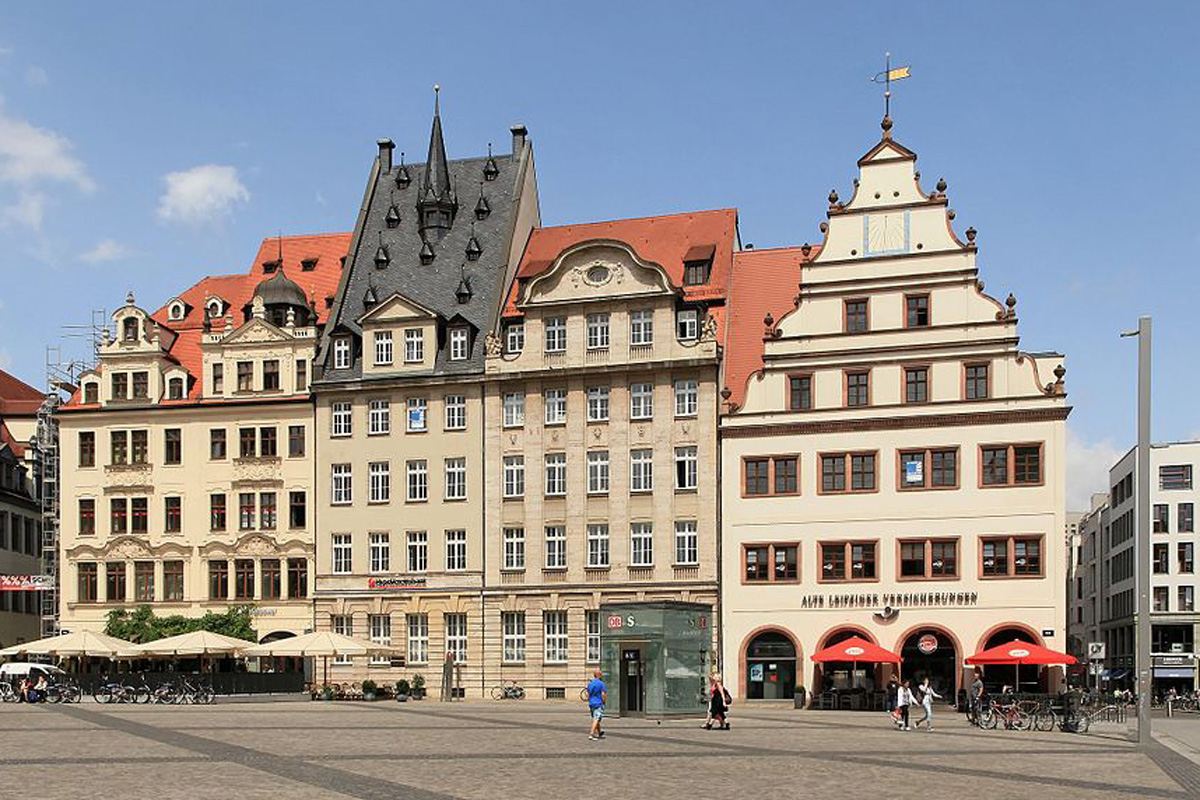
Bebauung der Nordseite (2015)

An der Nordseite des Marktes mit den Hausnummern 4–7 steht im Osten die nach totaler Zerstörung im Zweiten Weltkrieg 1963/1964 wiedererbaute Alte Waage von 1555, bei der allerdings nur der Renaissancegiebel nach historischem Vorbild rekonstruiert wurde.
Die im Krieg weniger zerstörten Gebäude Nr. 5 und 6 sind hinter den Fassaden etagenweise verbunden. Nr. 5 wurde 1909 von den Architekten Alfred und Leopold Stentzler mit barocken Anklängen in der Fassadengestaltung erbaut. In der Nummer 6, bis zu ihrer Neuerrichtung und Anbindung an die Nr. 5 im Jahr 1922 unter Beibehaltung des historischen steilen Daches als Baarmanns Hof bezeichnet, war die älteste Bausubstanz aus dem 15. Jahrhundert. In einer der Mansardenwohnungen des Daches wohnte 1787 der Schriftsteller Johann Gottfried Seume (1763–1810).
An der Frontseite des Gebäudes Nr. 7 mit der Gaststätte Zum Weinstock wächst seit über 100 Jahren ein Weinstock der Sorte Echter Räuschling, der seit 1996 unter Naturschutz steht und vom Ratswinzer zu Leipzig gepflegt wird.

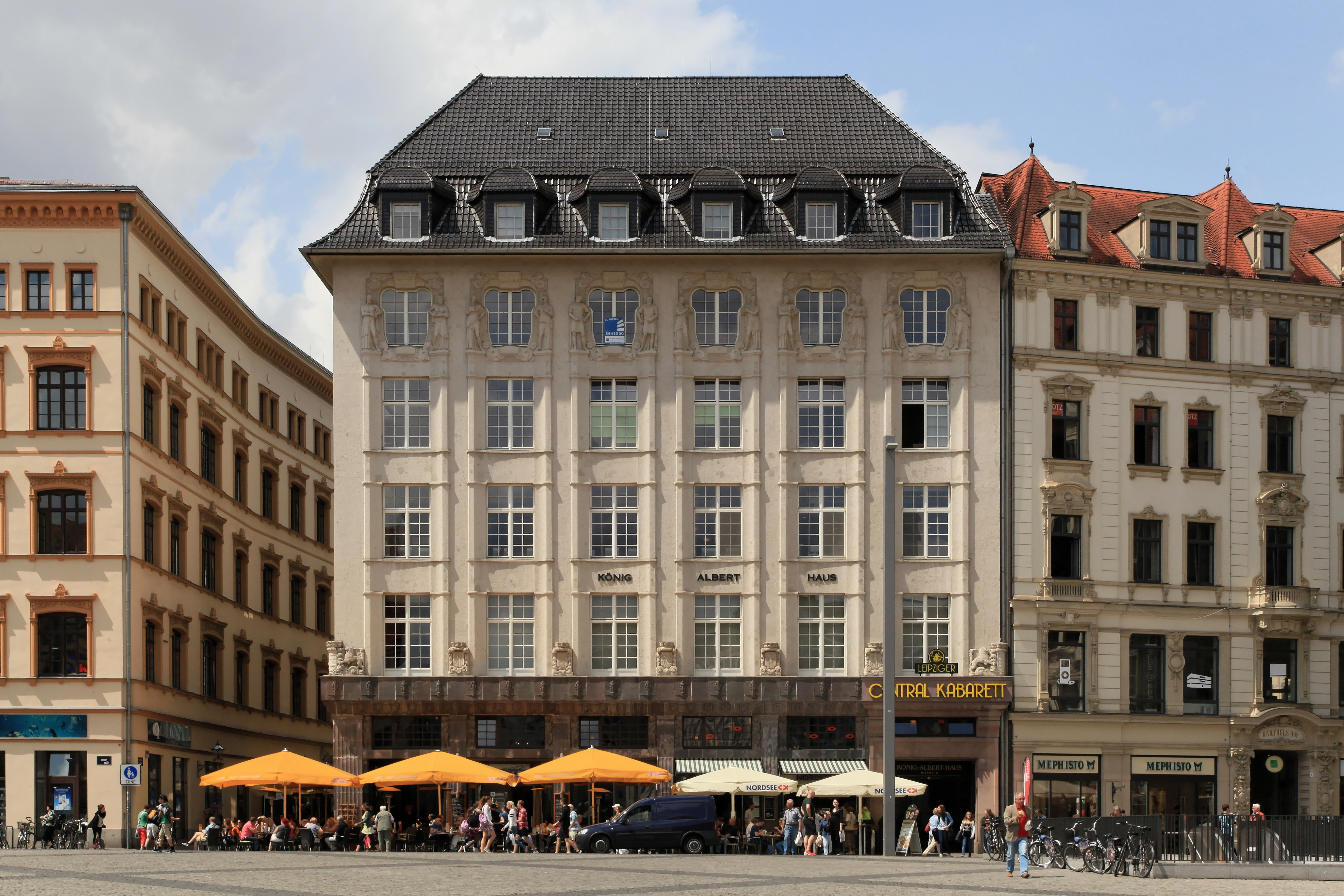
König-Albert-Haus (2015) zwischen Kaufhalle und Barthels Hof

Die Westseite des Marktes beginnt mit Barthels Hof (Nr. 8), der gleichzeitig die Adresse Hainstraße 1 hat. Er wurde in den Jahren 1747 bis 1750 von George Werner für den Leipziger Kaufmann Gottlieb Barthel erbaut. Der vom Vorgängerbau Zur Goldenen Schlange von 1523 erhaltene Erker wurde bei der Errichtung der neobarocken Straßenfassade 1870/1871 in den Innenhof verlegt.
An der Ecke zum Barfußgäßchen steht mit der Hausnummer 9 das König-Albert-Haus, dessen Fassadengestaltung dem Übergang vom Historismus zum Reformstil zuzurechnen ist und dessen Name sich auf den sächsischen König Albert (1828–1902) bezieht. Es wurde 1912/1913 nach Plänen des Leipziger Architekten Emil Franz Hänsel (1870–1943) errichtet. Eine Passage mit zwei Lichthöfen führt zum Barfußgäßchen.
Das gegenüber liegende Eckhaus am Barfußgäßchen ist mit der Nr. 10 die sogenannte Kaufhalle vom Leipziger Architekten Eduard Pötzsch (1803–1889) aus den Jahren 1845/1846. Es ist eines der letzten für die Waren- statt der späteren Mustermesse errichteten Durchgangshäuser. Seit 1989 ist der Durchgang zur Klostergasse die Handwerkerpassage. Im Vorgängerbau, dem Eckoldschen Haus, wurde 1655 der Jurist und Philosoph Christian Thomasius (1655–1728) geboren.

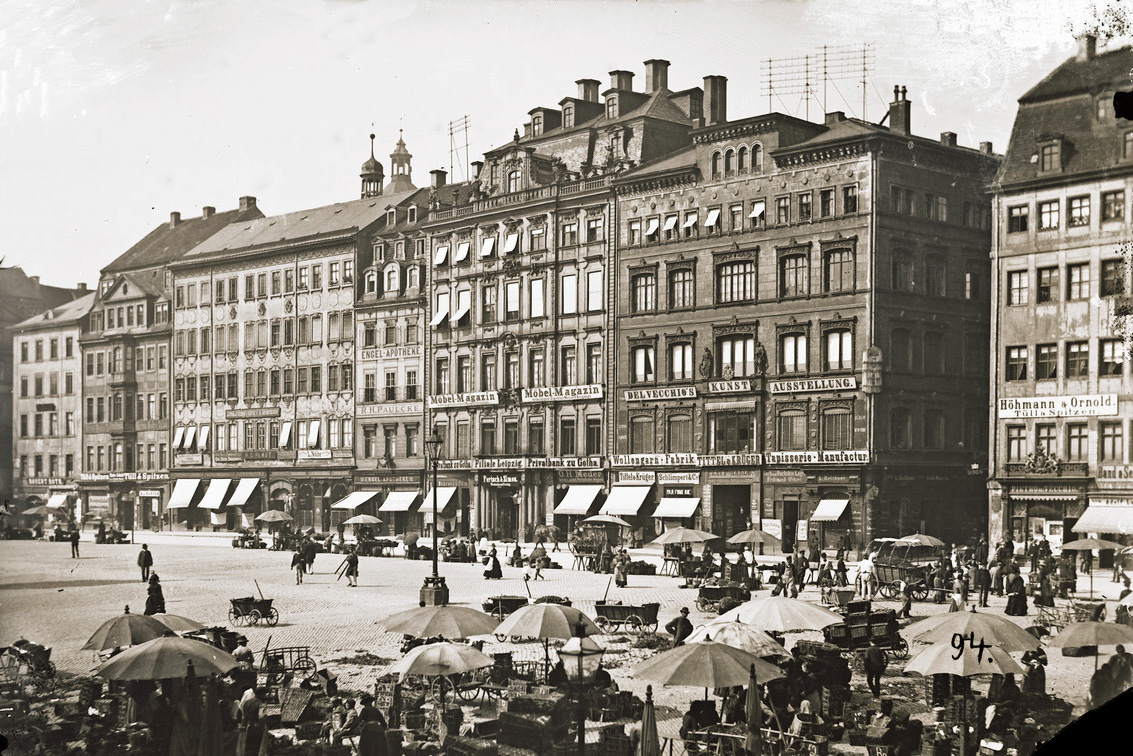
Westseite um 1885, noch ohne Bismarckhaus
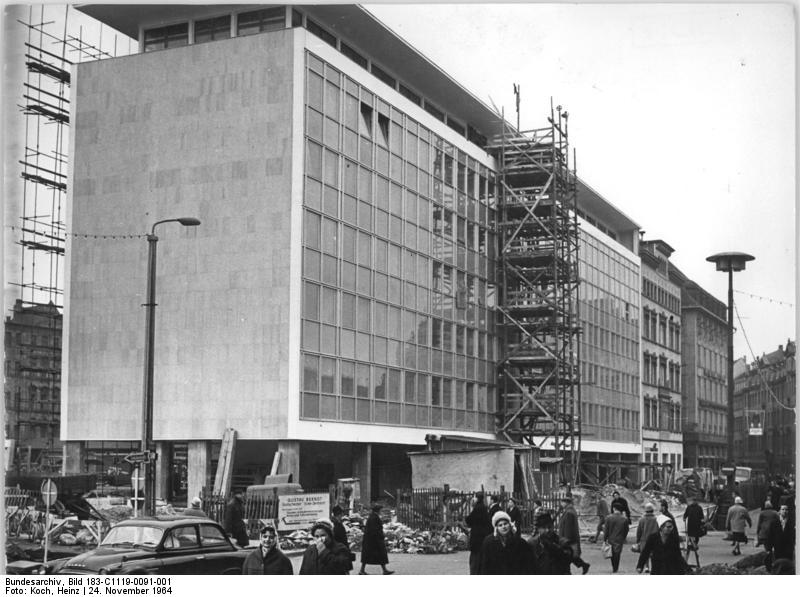
Messeamt am Markt im Bau (1964)
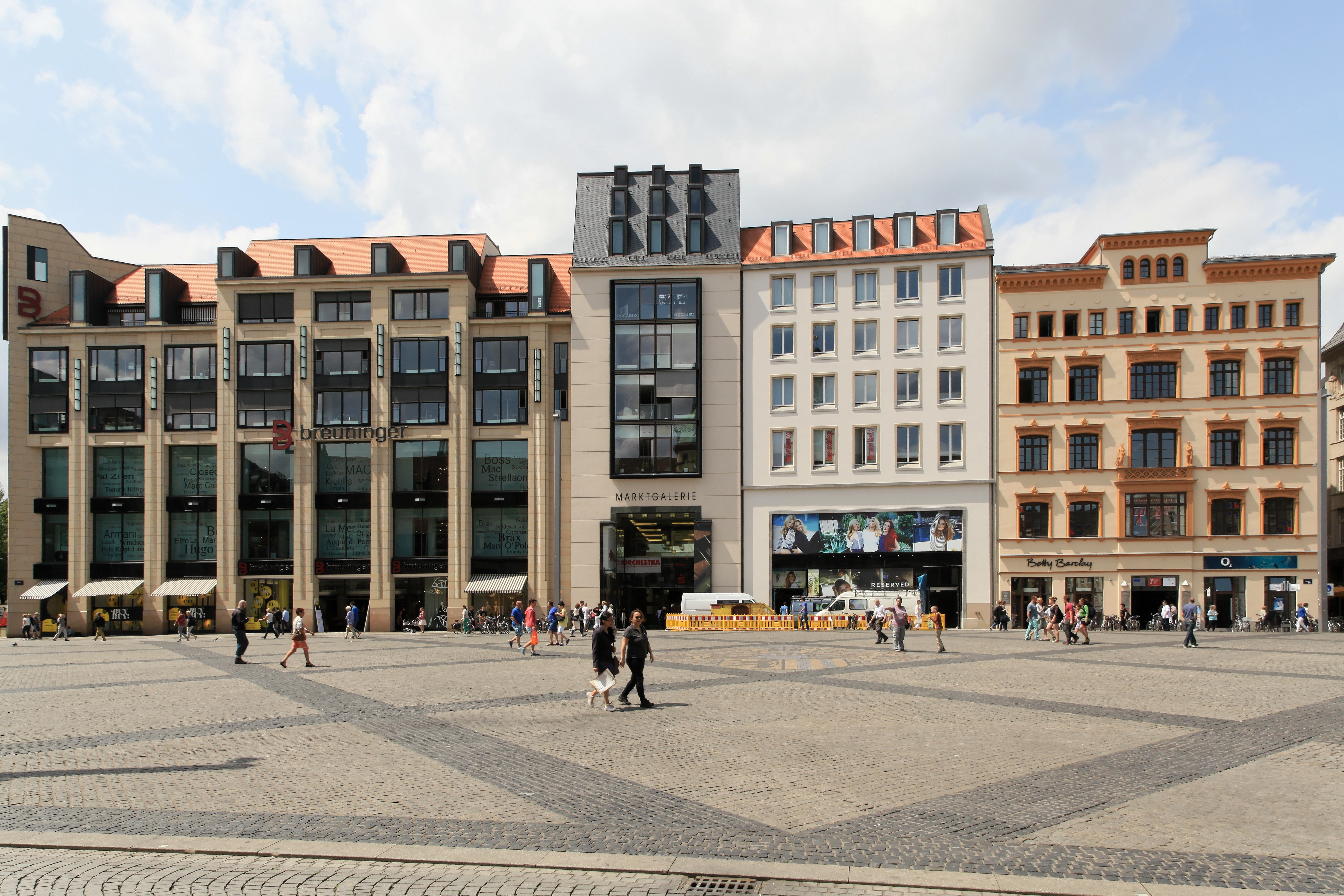
Marktgalerie und Kaufhalle (2015)

Die nächsten vier Häuser der Westseite wurden im Zweiten Weltkrieg zerstört. Es waren Aeckerleins Hof (erbaut 1714), die Engel-Apotheke (1728), Stieglitzens Hof (1733) und das Bismarckhaus (1895). Die Brache wurde 1965 mit Messeamt am Markt im Stile der internationalen Moderne bebaut. Der massive Baukörper harmonierte nicht mit der kleinteiligen Bebauung des Marktes und wurde 2005 durch die strukturierte Marktgalerie ersetzt.
An der Südseite stehen das Messehaus am Markt und das Königshaus mit den Hausnummern 16 und 17. Das Erstere, ein Büro- und Geschäftshaus in Stahlskelettbauweise mit Muschelkalkfassade und großen Fensterflächen, entstand von 2004 bis 2005 durch Umbau des von 1961 bis 1963 für die Buchmesse erbauten Messehauses. Dessen Vorgängerbau, das Messehaus National, erbaut 1879 und benannt nach dem zuvor hier befindlichen Café National, war im Krieg zerstört worden.

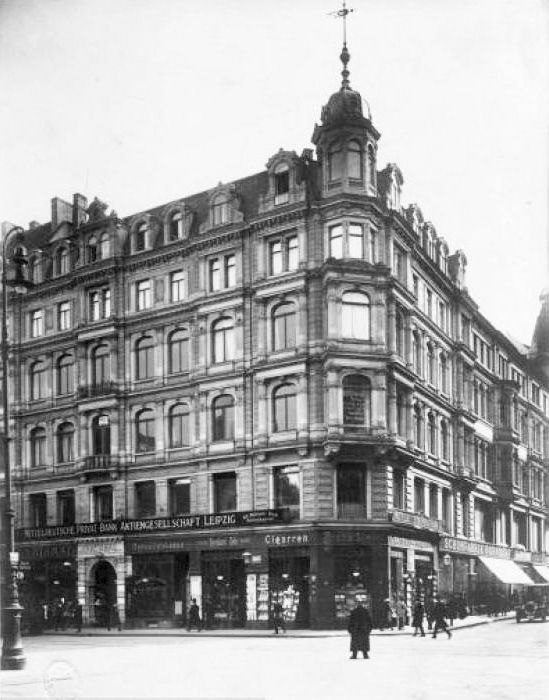
Messehaus National (1913)
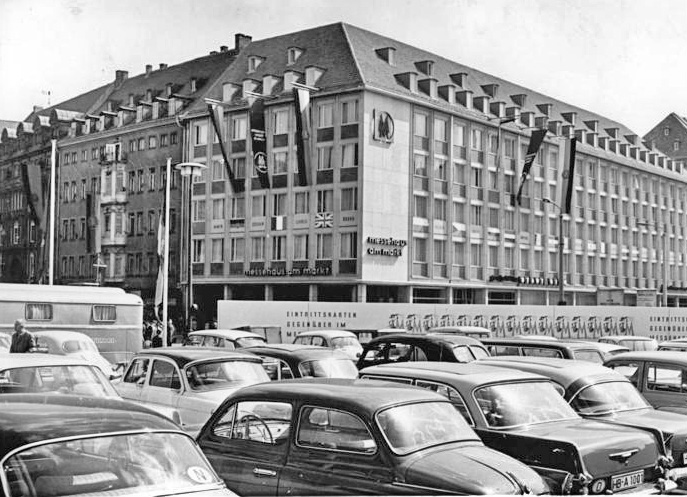
Königshaus und Messehaus am Markt (1963)
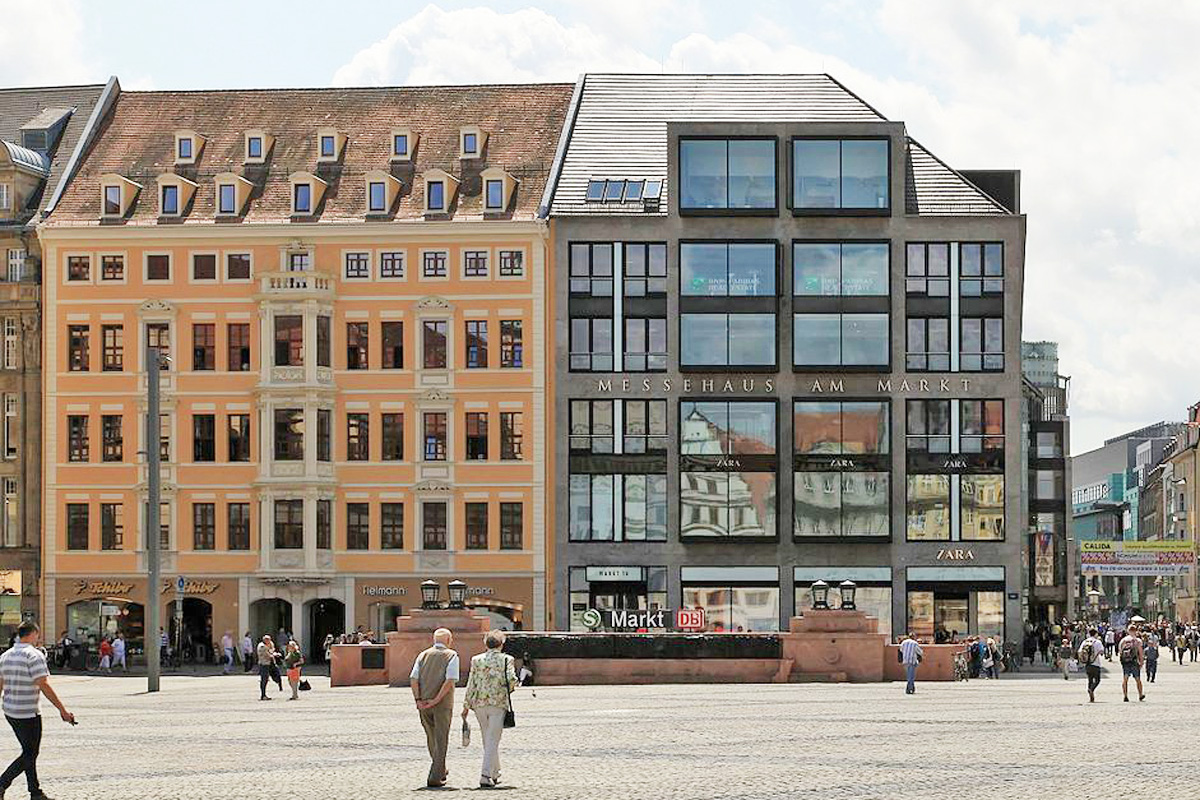
Königshaus und Messehaus am Markt (2015)

Das Königshaus entstand 1560 und wurde unter Beibehaltung der Bausubstanz 1706/07 von Johann Gregor Fuchs (1650–1715) im barocken Stil für den Großkaufmann Andreas Dietrich Apel (1662–1718) aufwändig umgebaut. Seinen Namen erhielt es bei der Umwandlung in ein Geschäftshaus im Jahr 1904. Er erinnert an den sächsischen Kurfürsten und König von Polen August den Starken (1670–1733), der bei seinen zahlreichen Besuchen in Leipzig stets hier logierte. Das Haus hatte weiter zahlreiche prominente Gäste, darunter den preußische König Friedrich der Große (1712–1786) und Napoléon Bonaparte (1769–1821). 1932 wurde an das Haus anschließend eine Passage angelegt, die heute zur Messehofpassage führt.

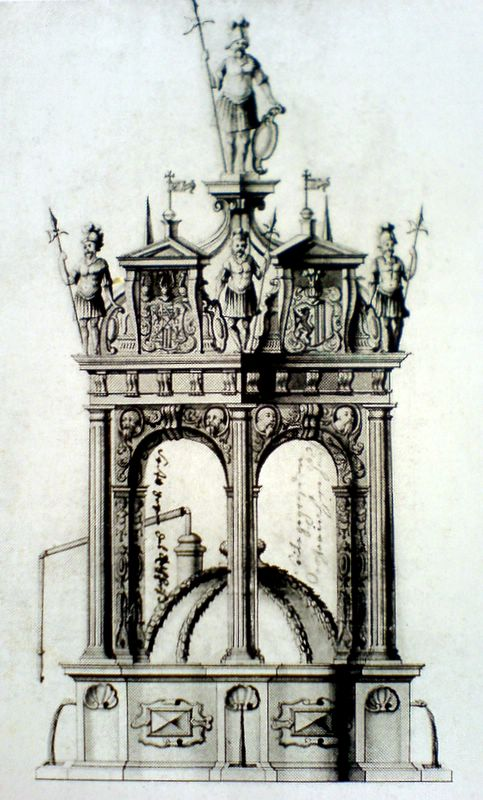
Goldener Brunnen (1650)
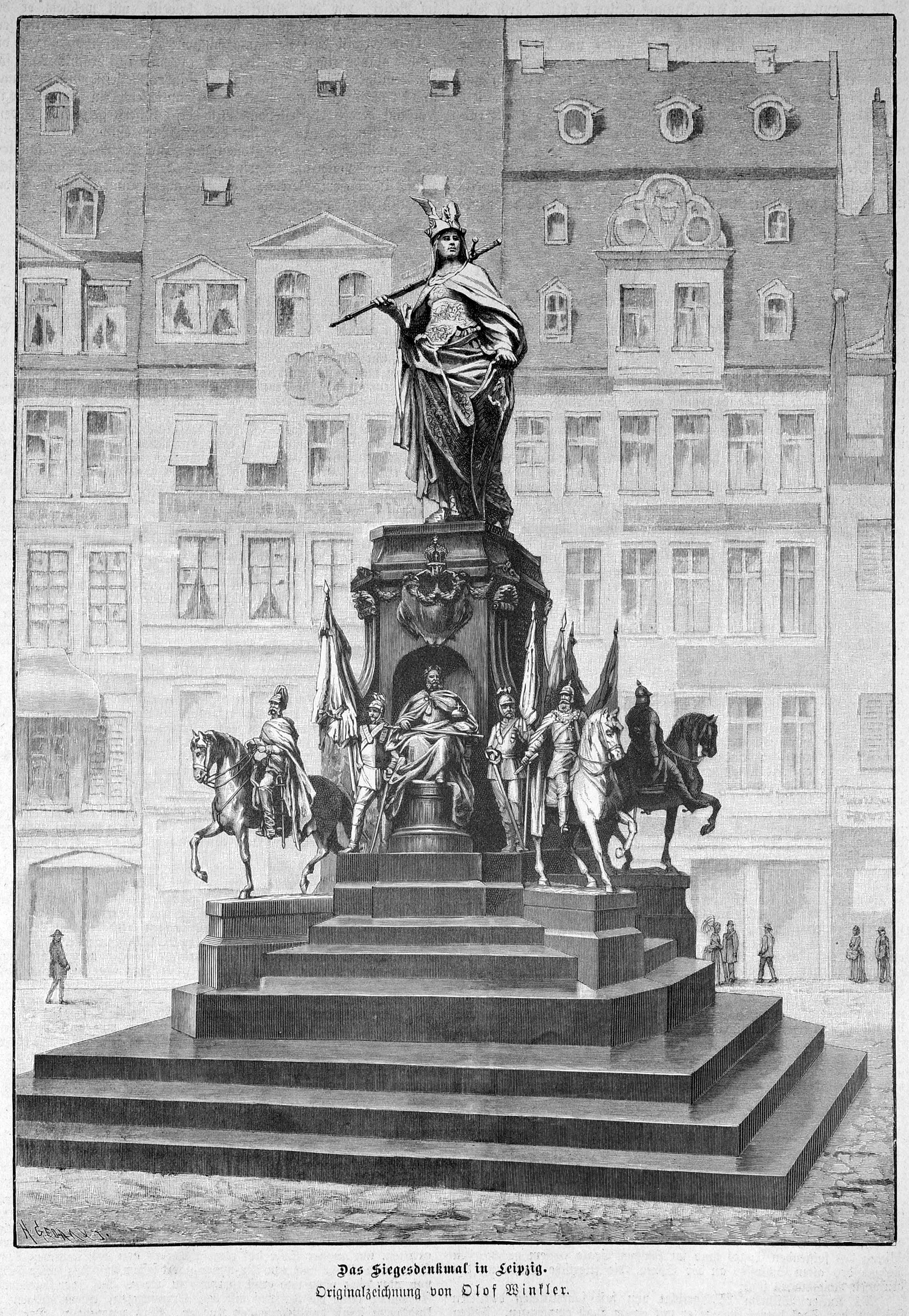
Siegesdenkmal (1888)

### Bauten auf der Platzfläche
Abgesehen von der Randbebauung gab es auf dem Leipziger Markt erst zwei längerfristige Bauten, den Goldenen Brunnen und das Siegesdenkmal. Die 40 mal 80 Meter große Holzbaracke der Reklameburg, errichtet vom Messeamt, stand nur von 1922 bis 1924 im südlichen Teil des Platzes.
Der Goldene Brunnen befand sich im nordöstlichen Teil des Platzes, wurde 1495 erstmals erwähnt, 1581 im Renaissance-Stil neu errichtet sowie 1650 mit einer Haube versehen und reichlich vergoldet. Mit einer Handpumpe konnte Wasser aus dem darunter liegenden Brunnenschacht gefördert und an vier Stellen Pleißewasser entnommen werden, das von den Wasserkünsten geliefert wurde. Der Brunnen wurde 1828 abgerissen.
Das Siegesdenkmal, 1888 geschaffen nach einem Entwurf von Rudolf Siemering (1835–1905), stand auf dem nördlichen Teil des Marktes und bezog sich auf den Deutsch-Französischen Krieg 1870/71. Im Zentrum saß Kaiser Wilhelm I. (1797–1888) unter der Statue der Germania, umgeben von Heerführern des Krieges als Reiter. Der Stadtrat ließ das Denkmal in der zweiten Jahreshälfte 1946 abreißen.